# ロバート・リンゼイ
ロバート・リンゼイ（Robert Alexander Lindsay, 1890年4月18日 - 1958年10月21日）は、イギリスの陸上競技選手。1920年アントワープオリンピックの金メダリストである。

## 経歴
リンゼイは、第一次世界大戦のため、選手として最も力が発揮できる時代を台無しにされ、初めての国際大会である1920年アントワープオリンピックに参加したときにはすでに30歳となっていた。この大会で、400mと4×400mリレーに出場。400mは準々決勝で敗退してしまったものの、4×400mリレーでは、リンゼイのほか、セシル・グリフィス、ジョン・エインズワース＝デービス、ガイ・バトラーとともに、南アフリカ、フランスをおさえ金メダルを獲得した。
リンゼイの国内の成績は、オリンピック翌年の1921年に、英国AAA選手権の440ヤードで初優勝を果たしている。この大会は1914年から1918年の5年間、戦争のため開催されていなかった。